# Ermita de San Pedro del Barco

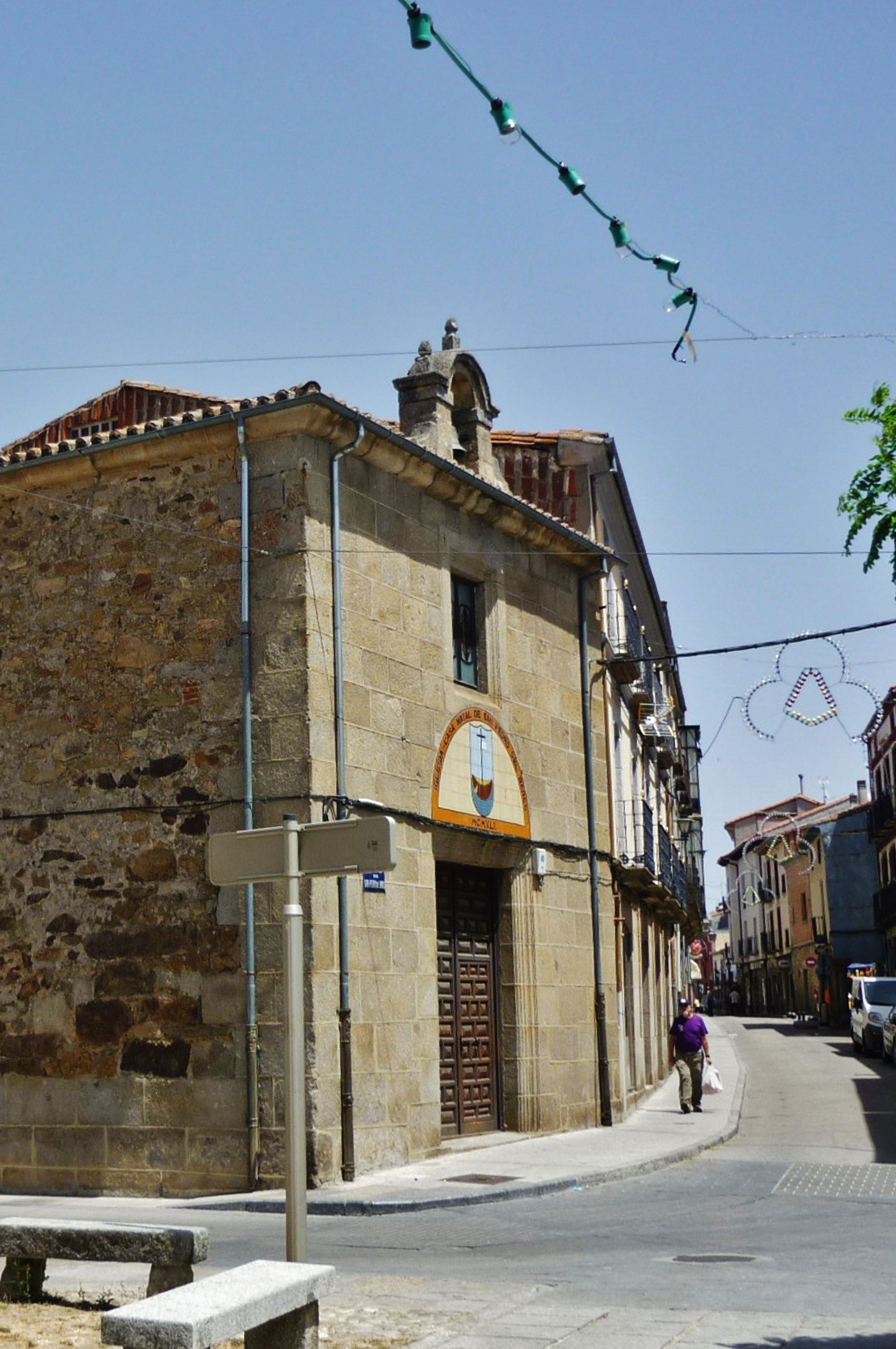
Fachada de la ermita.

La ermita de San Pedro del Barco situada en El Barco de Ávila (Provincia de Ávila, España) es un templo construido en 1663 en el mismo lugar en que nació San Pedro del Barco en 1088.
Educado muy cristianamente, desde la niñez dio muestras de sus virtudes. Al quedarse huérfano se retiró a un rincón de lo que es hoy la Ribera barcense. Empezó a roturar y a labrar estas tierras, así como a socorrer a los pobres y a enseñar a las gentes. Creció la fama de su virtud y el Obispo de Segovia le nombró canónigo de sus Catedral.
En el año 1149 regresó al Barco con su amigo San Pascual, natural de Tormellas. Como estaba muy viejo buscó a un mozalbete para que lo ayudara. la tradición y la leyenda dicen que pidió al Señor que le diera a conocer el momento de su muerte. Le anunció que sucedería cuando el agua de la fuente en que bebía se convirtiese en vino. En octubre de 1155, San Pedro tuvo sed y pidió al muchacho le trajeses un poco de agua, al probarla observó que era vino. A los 3 días murió.
La tradición y la leyenda siguen contando: Como no hubo acuerdo sobre dónde enterrarle, se decidió montarle en una mula, a la que habían vendado los ojos; en el lugar donde se parase, allí se le enterraría. La mula partió de El Barco, pasó Piedrahíta y al llegar a Ávila, se dirigió a la Iglesia de San Vicente donde se paró y dejó marcada su huella, conservándose ésta actualmente. La mula cayó muerta y fue enterrada en el trozo de muralla más cercano a la iglesia, que conserva todavía el nombre de “Cubo de la mula”.
San Pedro fue enterrado en la iglesia y allí permanece, salvo el húmero que fue extraído para depositarlo en la ermita de San Pedro, en El Barco de Ávila. Actualmente está en el Museo de la Iglesia Parroquial.
- Datos: Q5836177